# Рупини, Иван Алексеевич
Иван Алексеевич Рупини (Рупин) (1792—1850) — русский певец (тенор) и композитор, собиратель и аранжировщик русских народных песен.

## Биография
Родился в 1792 году в деревне Славистово Чухломского уезда Костромской губернии в семье крепостного крестьянина известного любителя музыки и пения шталмейстера Петра Ивановича Юшкова, Алексея Рупинина.
С детства пел в церковном хоре; обладал превосходным альтом, перешедшим потом в тенор. Был отдан владелецем Юшковым в обучение пению к Мускети, знаменитому в своё время итальянскому певцу, жившему в Москве в начале XIX века. Мускети переделал русскую фамилию своего даровитого ученика в итальянскую — Рупини.
В 1811 году Рупини получил вольную и переехал в Петербург, где вскоре стал известен, как исполнитель русских песен. В Петербурге под руководством оперного дирижёра Т. В. Жучковского он занимался гармонией и полифонией, а также совершенствовался в исполнении теноровых партий итальянских опер. Познакомился с Пушкиным, Туманским, Дельвигом и другими писателями, произведения которых использовал для создания музыкальных произведений — им было написано около 50 романсов и песен на слова А. А. Дельвига, А. С. Пушкина, Ф. Н. Глинки, Ф. А. Кони и других. Песня «Вот мчится тройка удалая» (сл. Ф. Н. Глинки) стала известной народной песней. В 1832 году совместно с Жучковским сочинил оперу-водевиль «Именины благодетельного помещика». Собирал и обрабатывал русские народные песни, исполнял их в концертах. Вскоре приобрёл известность и как хороший учитель пения; у него занимались Н. Самойлова, М. Степанова, О. Петров.
Им были опубликованы: «Собрание 12 национальных русских песен, аранжированных на ф. п. с пением и хорами, изданное учителем пения И. А. Рупини» (Вып. 1. — СПб., 1831; Вып. 2. — СПб., 1833); «Семь народных русских песен, положенных на один голос с вариациями и аккомпанементом ф. п.» (СПб., 1836), «Букет» (Сборник избранных романсов; СПб., 1839), «Русский певец и фортепианист» (Сборник песен А. Снегирёва с мелодиями И. Рупини; СПб., 1836—1837)
В 1840 году умерла его жена, Рупини впал в апатию и скоро очутился в нужде, заставившей его в 1843 году поступить в театр хормейстером итальянской оперы. Постепенно он был забыт публикой и умер 22 марта (3 апреля) 1850 года в бедности, «в своей небольшой квартирке у Николы Морского», в Петербурге; был похоронен на Смоленском кладбище.
Его сын, Пётр Иванович Рупини (?—24.04.1893) — артист Императорских театров.